# Libido acústica
Libido acústica es el primer disco en vivo de Libido, lanzado el año 2004. El disco es el resultado de los tres conciertos que el grupo dio en el Teatro Peruano Japonés y que repasa sus diversos éxitos pertenecientes a sus tres primeras producciones. Es el primer disco en el que todos los integrantes interpretan alguna canción.
El álbum se lanzó en formato CD y DVD.

## Lista de canciones
| Original track listing |                                             |                                 |          |  |
| N.º                    | Título                                      | Escritor(es)                    | Duración |  |
| 1.                     | «Como un perro»                             | Antonio Jáuregui                | 4:06     |  |
| 2.                     | «La casa de los gritos»                     | Manolo Hidalgo                  | 3:20     |  |
| 3.                     | «No será lo mismo sin ti»                   | Antonio Jáuregui                | 3:57     |  |
| 4.                     | «Respirando» (Cantado por Antonio Jáuregui) | Antonio Jáuregui                | 3:08     |  |
| 5.                     | «Sin rencor»                                | Jeffry Fischman                 | 4:38     |  |
| 6.                     | «Esther fe» (Cantado por Manolo Hidalgo)    | Manolo Hidalgo                  | 3:57     |  |
| 7.                     | «Tu rostro» (Cantado por Jeffry Fischman)   | Jeffry Fischman                 | 4:46     |  |
| 8.                     | «Cicuta»                                    | Antonio Jáuregui                | 2:48     |  |
| 9.                     | «Tres»                                      | Antonio Jáuregui                | 4:00     |  |
| 10.                    | «Hembra»                                    | Jeffry Fischman                 | 4:49     |  |
| 11.                    | «Tiempo tranquilos»                         | Jeffry Fischman                 | 3:37     |  |
| 12.                    | «En esta habitación»                        | Jeffry Fischman                 | 5:12     |  |
| 13.                    | «Universo»                                  | Antonio Jáuregui                | 4:06     |  |
| 14.                    | «Ojos de ángel»                             | Antonio Jáuregui/Manolo Hidalgo | 3:06     |  |
| 15.                    | «El Vampiro»                                | Antonio Jáuregui                | 4:56     |  |
| 16.                    | «Libido»                                    | Manolo Hidalgo                  | 5:38     |  |
| 17.                    | «Don»                                       | Antonio Jáuregui                | 3:36     |  |
| 18.                    | «Estoy tan gris»                            | Jeffry Fischman                 | 5:57     |  |
| 19.                    | «Despierta»                                 | Jeffry Fischman                 | 2:58     |  |

## Integrantes
- Salim Vera - Voz y guitarra rítmica
- Antonio Jáuregui - Bajo y coros
- Manolo Hidalgo - Primera guitarra
- Jeffry Fischman - Batería, percusión, coros

## Músicos invitados
- Henry Ueunten - Piano, teclados y programación
- Magali Luque - Chelo en "Hembra" y "Tu rostro"

## Créditos extra
Como Bonus track la versión acústica del tema "Don" perteneciente a su primera producción (Libido).
DVD
- Productor General: Jorge Arriola
- Productor show: Coqui Fernández
- Ingeniero de sonido - sala: Pedro Callirgos
- Operador de monitores: Lider Carhuancho
- Iluminación (diseño y puesta de escena): Manuel Herrera

AUDIO
- Grabado en directo por: Rafael De La Lama
- Asistente de grabación: Francisco Murias
- Mezclado por: Eduardo Bergallo
- Asistente de mezcla: Max Scenna
- Masterizado por: Andrés Mayo
- Diseño: Anita Castro Mendivil
- Fotografía: Andrés Fernando Allain
- Productor ejecutivo: Jorge Arriola

## Curiosidades
- Es el disco en el que cada integrante interpreta un tema.
- El tema 2 (La casa de los gritos) en la versión del álbum es interpretada a Cajón (percusión) por Jeffry Fischman, sin embargo en la versión acústica es tocada con batería.
- En el tema 7 (Tu rostro) es cantado por Jeffry Fischman. Durante la interpretación de ese tema el puesto de baterista es ocupado por Salim Vera.
- El tema 11 (Tiempo tranquilos) en la versión del álbum es tocada con batería electrónica; en el acústico Jeffry Fischman toca el Cajón (percusión).
- El tema 13 (Universo) no pertenece a ningún álbum, debido a que en 2002 empezó a sonar en las radios limeñas mientras aún estaba en preproducción, fue por ello que la banda decidió no incluir este tema en su tercer disco (Pop*porn) que se lanzó unos meses después. Esta canción ya había ocupado los primeros puestos en las radios de Lima.
- Algunos temas no fueron incluidos en los formatos DVD y CD del álbum. Sin embargo se puede apreciar que fueron tachados en la hoja de canciones de Salim Vera en la parte de atrás de la portada.

1. "Invencible (canción de Libido)" (Jeffry Fischman)
2. "Desafiante" (Jeffry Fischman)
3. "Hambre" (Antonio Jauregui)
4. "Cómo estás?" (Jeffry Fischman)